# Trường Đảng Cao cấp Kim Nhật Thành
Trường Đảng Cao cấp Kim Nhật Thành (tiếng Hàn Quốc: 김일성고급당학교) là cơ sở giáo dục chính trị đảng quan trọng tại Cộng hòa Dân chủ Nhân dân Triều Tiên, chịu trách nhiệm đào tạo và chuẩn bị đội ngũ cán bộ quản lý của Đảng Lao động Triều Tiên và bộ máy nhà nước trực thuộc Ủy ban Trung ương Đảng Lao động Triều Tiên.
Trường này được thành lập vào ngày 1 tháng 6 năm 1946, với tên gọi là Trường Đảng Trung ương Đảng Cộng sản Bắc Triều Tiên có trụ sở tại Bình Nhưỡng, dựa trên cơ sở Trường Trung học Kim Nhật Thành đã tồn tại từ tháng 11 năm 1945, đào tạo cán bộ chính trị, giáo dục và dịch giả tiếng Nga. Nhân ngày sinh nhật lần thứ sáu mươi của Kim Nhật Thành vào tháng 4 năm 1972, chính quyền quyết định lấy tên của ông đặt cho trường đại học gọi là Trường Đảng Cao cấp Kim Nhật Thành. Một năm sau, vào năm 1973, trường đại học này được hợp nhất với Trường Chủ nghĩa Marx–Lenin. Từ năm 1978, trường hoạt động theo quyền của cơ sở giáo dục trung ương.
Các giảng viên đều được tuyển dụng từ đội ngũ quản lý thuộc Ủy ban Trung ương, Viện Hàn lâm Khoa học và Đại học Kim Nhật Thành.
Một khuôn viên trường mới được xây dựng tại Sân bay Kumsusan đã bị phá hủy nằm ở ngoại ô Bình Nhưỡng. Việc xây dựng theo như báo cáo cho biết là bắt đầu vào tháng 5 năm 2023. Tổng Bí thư Đảng Lao động Triều Tiên Kim Jong Un đã kiểm tra khuôn viên trường mới vào tháng 5 năm 2024. Cơ sở này theo như báo cáo cho biết là đang hoạt động với cái tên mới là Trường Đào tạo Cán bộ Trung ương Đảng Lao động Triều Tiên (tiếng Hàn Quốc: 조선로동당 중앙간부학교). Khuôn viên trường mới có tổng diện tích sàn hơn 133.000 mét vuông được khánh thành vào ngày 21 tháng 5 năm 2024, trong khi lễ khai giảng năm học mới thì tổ chức vào ngày 1 tháng 6 năm 2024.